# Nalut (kommune)
31°50′N 11°20′Ø / 31.833°N 11.333°Ø
Nalut' er en af Libyens kommuner med en hovedby af samme navn.
Derudover findes byen Wazzin, der fungerer som grænseby med grænseovergang til Tunesien.
Til nord og vest grænser Nalut op til Tunesien, og internt grænser den op til kommunerne:
- An Nuqat al Khams – nordøst
- Yafran – øst
- Mizdah – sydøst
- Ghadamis – sydvest